# Amazon.com
Amazon.com, Inc. (wym. [ˈæməzɒn]) – amerykańskie przedsiębiorstwo handlowe, spółka akcyjna założona w 1994 w Seattle. Zajmuje się handlem elektronicznym (e-handlem) B2C i prowadzi największy na świecie sklep internetowy.

## Działalność

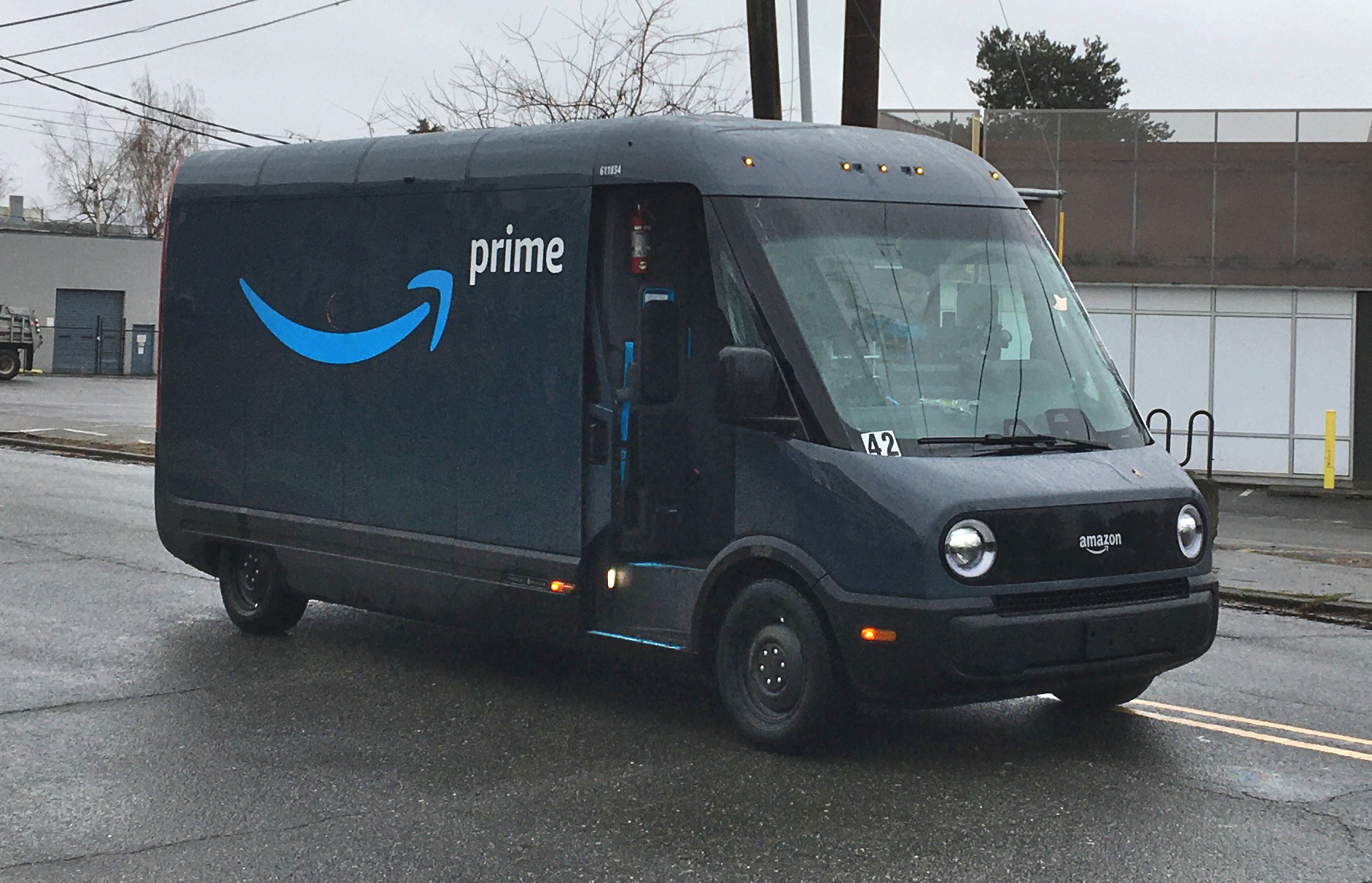
Furgonetka elektryczna Amazon skonstruowana we współpracy z Rivian

Amazon został założony przez Jeffa Bezosa w 1994 r., a pierwszą książkę sprzedał w lipcu 1995. Był to egzemplarz Fluid Concepts & Creative Analogies. Computer Models of the Fundamental Mechanisms of Thought. Na początku swego istnienia Amazon był księgarnią internetową. Wkrótce jej asortyment poszerzył się o DVD, sprzęt komputerowy, sprzęt elektroniczny, meble, towary spożywcze i wiele innych. Oddziały Amazonu działają w Kanadzie, Wielkiej Brytanii, Niemczech, Francji, Chinach, Japonii, Włoszech, Hiszpanii, Brazylii i Polsce i innych państwach. Dostarczenie zamówionego towaru jest możliwe teoretycznie na całym świecie, jednak w praktyce istnieje cały system ograniczeń krajów docelowych dla danego zamówienia.
W sierpniu 2014 Amazon kupił platformę Twitch za kwotę 970 milionów dolarów.
W styczniu 2015 Amazon ogłosił plany wejścia na rynek kinematograficzny. Do korporacji Amazon należą też Alexa Internet, Joyo.com (Amazon.cn), SoundUnwound i IMDb.
W roku 2019 firma Amazon zajęła 4. miejsce rankingu największych przedsiębiorstw handlowych świata z przychodem wysokości 118,573 mld dol.
Nazwa spółki, oznaczająca w języku angielskim rzekę Amazonkę, została wybrana przez Jeffa Bezosa w nawiązaniu do planowanej skali przepływu towarów przez jego sklep internetowy.
W 2017 roku Amazon zapoczątkował program Brand Registry, mający na celu zwalczanie nieuczciwej konkurencji i ochronę praw własności intelektualnej właścicieli zastrzeżonych znaków towarowych. Program jest dostępny w Stanach Zjednoczonych, Arabii Saudyjskiej, Australii, Belgii, Brazylii, Egipcie, Francji, Hiszpanii, Holandii, Indiach, Japonii, Kanadzie, Meksyku, Niemczech, Polsce, Singapurze, Szwecji, Turcji, Wielkiej Brytanii, Włoszech i Zjednoczonych Emiratach Arabskich.
Aby korzystać z tego programu, niezbędne jest najpierw zarejestrowanie znaku towarowego (nazwy lub logo produktu) w odpowiednim Urzędzie Patentowym (np. Urząd Patentowy RP lub EUIPO), a następnie zastrzeżenie marki na platformie Amazon. Program oferuje zróżnicowane narzędzia do zarządzania marką, w tym wyszukiwanie oparte na obrazach i tekście, które ułatwia wykrywanie i raportowanie naruszeń praw własności intelektualnej.
Jedną z kluczowych funkcji Amazon Brand Registry jest umożliwienie markom korzystania z zaawansowanych opcji prezentacji produktów, takich jak A+ Content (poprzednio znane jako Enhanced Brand Content). Pozwala to na tworzenie bardziej szczegółowych i atrakcyjnych opisów produktów, co może przyczynić się do zwiększenia konwersji.

Mapa krajów w których dostępny jest Amazon Marketplace

### Amazon w Polsce

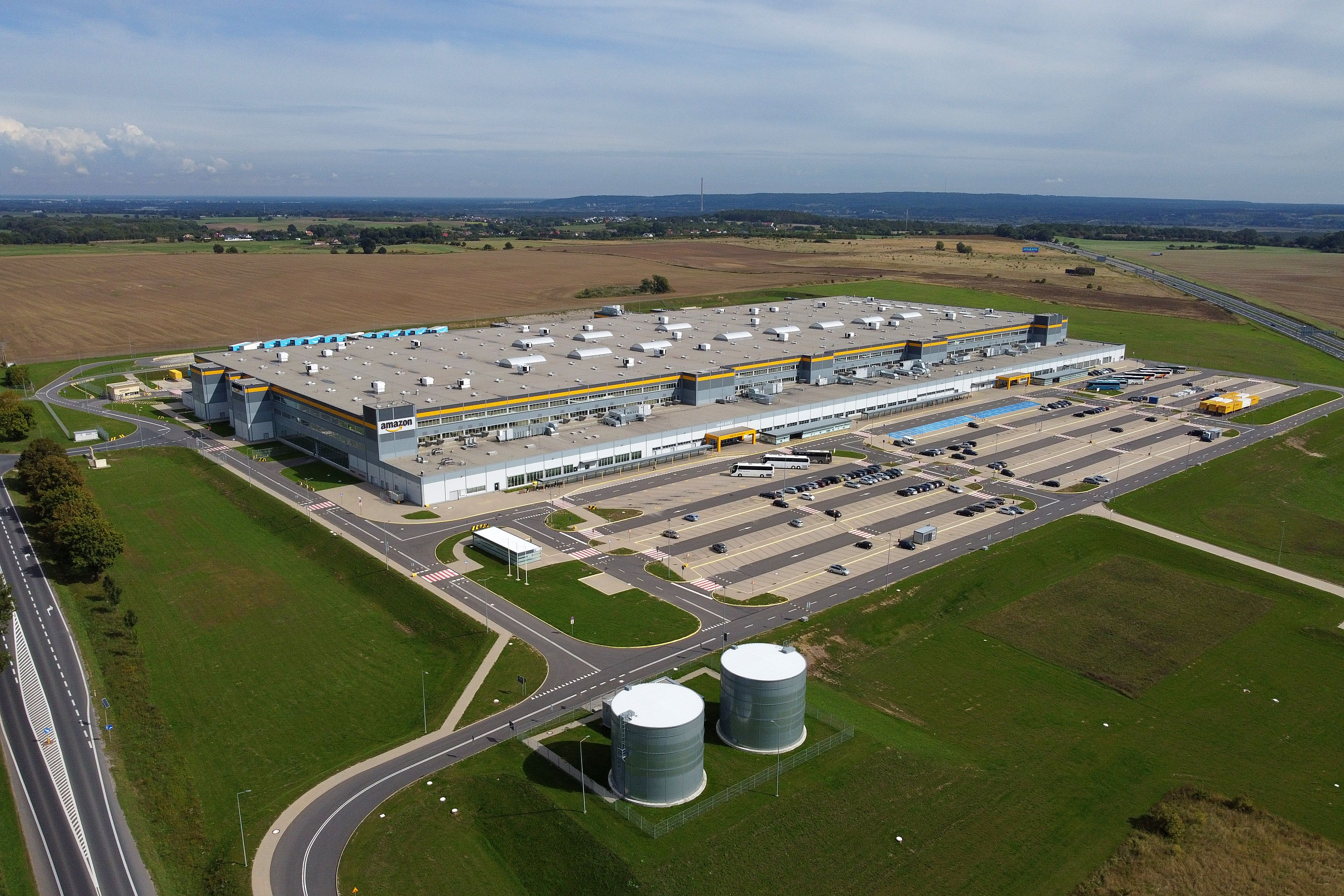
Centrum dystrybucyjne Amazon w Kołbaskowie

Amazon działa w Polsce od 2014 r. i dotychczas otworzył 9 nowoczesnych Centrów Logistyki E-Commerce. Trzy pierwsze centra dystrybucyjne Amazon w Polsce zostały otwarte w październiku 2014 r. w Bielanach Wrocławskich oraz w Sadach pod Poznaniem. Pod koniec 2017 r. uruchomiono centra dystrybucyjne w Sosnowcu i Kołbaskowie. W 2019 zostały otwarte centra dystrybucyjne w Okmianach i Pawlikowicach. W kwietniu 2020 r. został uruchomiony obiekt w Gliwicach, zaś od sierpnia 2020 r. działa centrum logistyczne w Łodzi. W 2021 r. planowane było otwarcie dziesiątego już obiektu w Świebodzinie.
Firma posiada także Centrum Rozwoju Technologii w Gdańsku i oddział Amazon Web Services w Warszawie. Do tej pory (2021) Amazon stworzył 18 tys. stałych miejsc pracy w Polsce.
Amerykańska Izba Handlowa, która w 2020 r. podsumowała 30 lat działalności amerykańskich przedsiębiorstw w Polsce, ogłosiła, że Amazon jest największym pracodawcą ze Stanów Zjednoczonych w kraju i trzecim co do wielkości amerykańskim inwestorem.
27 stycznia 2021 roku Alex Ootes, wiceprezes ds. rozwoju w Unii Europejskiej, potwierdził, że sklep internetowy zostanie uruchomiony w Polsce. Nie podano jednak daty startu portalu, ale spółka zachęciła sprzedawców do rejestracji na dedykowanej stronie internetowej.
2 marca 2021 roku domena amazon.pl została oddana do użytku klientom, a sklep oficjalnie rozpoczął swoją działalność na polskim rynku.
W 2021 roku Amazon otworzył w Polsce kolejne centrum logistyczne w Świebodzinie. Na 1000 pracowników, których Amazon chciałby zatrudnić w tym centrum przypadnie 3000 robotów Amazon Robotics.
We wrześniu 2024 roku Amazon uruchomił 11. centrum logistyczne w Gorzyczkach (gm. Gorzyce), świętując przy tym dziesięciolecie swojej działalności w Polsce. Firma planuje zatrudnić tam ok. 1000 pracowników

## Kontrowersje

### Stany Zjednoczone
Amazon w 2018 zatrudniał w Stanach Zjednoczonych 566 tysięcy osób. Mimo że jest postrzegany jako atrakcyjny pracodawca przez pracowników szczebla menedżerskiego, jest krytykowany przez władze i pracowników fizycznych, stanowiących większość siły roboczej firmy. Amazonowi zarzuca się wyzysk, objawiający się m.in. poprzez wynagrodzenie niewspółmiernie niskie do wymaganej przez przedsiębiorstwo wydajności pracy. Zarobki w Amazonie (od 2018) na terenie Stanów Zjednoczonych dla pracownika bez większych kwalifikacji są znacznie powyżej federalnej minimalnej płacy.
1 stycznia 2019 roku w magazynie Amazonu w Eastvale w Kalifornii miał miejsce wyciek gazu. Brygadziści odmówili ewakuacji budynku, mimo że pracownicy wymiotowali i mdleli. Robotnikom ogłoszono, że wyjście z fabryki będzie potraktowane jako czas wolny i odejmowane z pensji.

### Propaganda i media
Amazon zakupił tradycyjne magazyny, na przykład „The Washington Post”, co spotkało się z krytyką, w tym senatorów i prezydenta USA.
W sierpniu 2018 roku wyszło na jaw, że Amazon opłaca boty internetowe zaprogramowane tak, żeby tworzyć komentarze w sieci opisujące w pozytywnym świetle warunki pracy w zakładach przedsiębiorstwa.
Doniesienia prasowe i zeznania pracowników ukazują warunki pracy robotników w centrach logistycznych Amazonu w negatywnym świetle. Wskazują na złe traktowanie pracowników, m.in. poprzez skracanie czasu przerw, łamanie prawa do tworzenia związków zawodowych, niedostateczne warunki sanitarne, wszechobecny monitoring oraz zmuszanie do pracy ponad normę, skutkujące nieodwracalnymi problemami zdrowotnymi.
W 2020 roku reporterzy Vice News opublikowali raport, w którym ujawniali, jak zarząd Amazonu planował oczerniającą kampanię internetową, która miała być wymierzona w jego byłego pracownika zwolnionego przez przedsiębiorstwo, gdy ten zorganizował strajk pracowników w magazynie w Staten Island.

### Zarzuty nieuczciwej konkurencji
W 2014 r. księgarnia Hachette rozpoczęła spór z Amazonem dotyczący „cen pośrednictwa”, które mają miejsce, gdy pośrednik (taki jak Hachette) określa cenę książki; normalnie jednak to Amazon dyktuje poziom rabatu książki. W spór ten zaangażowało się setki pisarzy – w tym wielu znanych autorów, na przykład Stephen King, John Grisham i Ursula K. Le Guin – którzy podpisali petycję przeciw Amazonowi, żeby ten „przestał szkodzić egzystencji autorów, na których zbudował swój biznes” i oskarżając Amazon o „branie książek jako zakładników”, blokadę autorów i cenzurę. Spór ten spowodował także gwałtowny spadek sprzedaży książek Hachette w Amazonie, co oznacza, że serwis wygrał w takiej blokadzie i odstraszaniu klientów.
Pozostałe podobne zarzuty: łamania praw pracowniczych, inwigilacja, związki ze służbami siłowymi, sprzeniewierzanie się oryginalnej misji i deklaracjom omawia film Amazon Empire: The Rise and Reign of Jeff Bezos reporterów Frontline PBS.